# Чемпионат мира по сноуборду среди юниоров
Чемпиона́ты ми́ра по сноубо́рду среди юниоров — международные соревнования по сноуборду, проводимые ежегодно Международной лыжной федерацией (ФИС) с 1997 года для спортсменов младше 20 лет. 

## Дисциплины
- Гигантский слалом (1997-1998)
- Параллельный слалом (2000-2001, с 2007 года)
- Параллельный гигантский слалом (с 1999 года)
- Сноуборд-кросс (с 2002 года)
- Командный сноуборд-кросс (с 2013 года)
- Хафпайп (1997-2006, 2008-2015, 2017)
- Биг-эйр (2004-2008, 2010, с 2016 года)
- Слоупстайл (с 2010 года)

## Места проведения
- 1997[пол.]  Корно алле Скале[итал.]
- 1998[пол.]  Шанрус
- 1999[пол.]  Альпе-ди-Сьюзи[итал.]
- 2000[пол.]  Берхтесгаден
- 2001[пол.]  Нассфельд[нем.]-Хельмагор
- 2002[пол.]  Оунасваара[нем.]-Рованиеми
- 2003[пол.]  Прато Невосо[итал.]
- 2004[пол.]  Клиновец и  Обервизенталь
- 2005[пол.]  Церматт
- 2006[пол.]  Вивальди Парк
- 2007[пол.]  Бадгастайн
- 2008[нем.]  Вальмаленко
- 2009[нем.]  Нагано
- 2010[нем.]  Кардона
- 2011[нем.]  Вальмаленко
- 2012  Сьерра-Невада
- 2013  Эрзурум
- 2014  Вальмаленко
- 2015  Ябули
- 2016  Альпе-ди-Сьюзи  Рогла
- 2017  Клиновец
- 2018  Кардона
- 2019  Лейзин  Рогла  Райтеральм  Клаппен
- 2020  Лахталь
- 2021  Красноярск